# Hochschule Ålesund

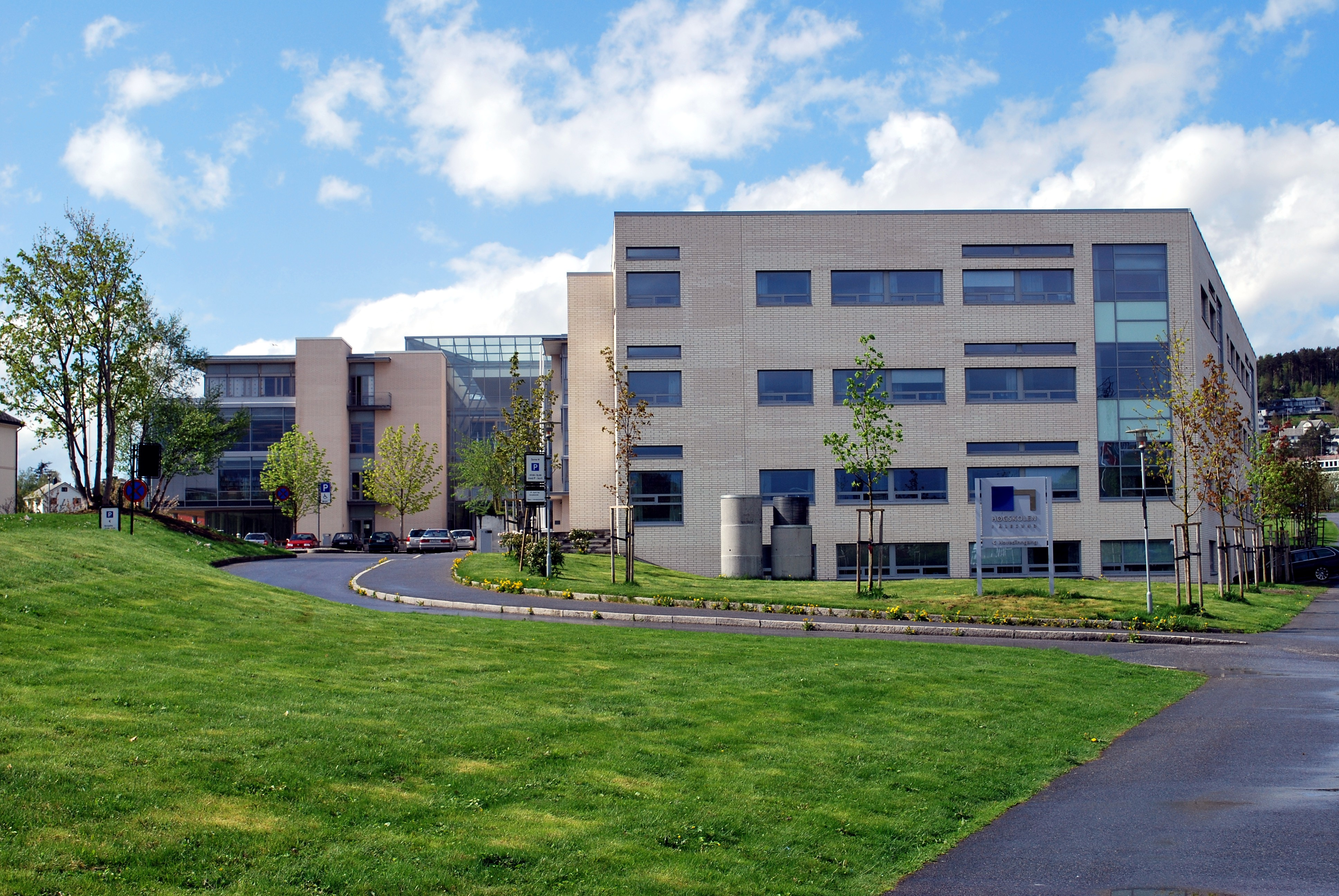
Hochschule Ålesund

Die Hochschule in Ålesund (norwegisch: Høgskolen i Ålesund) kurz HiÅ - war eine staatliche Hochschule in der norwegischen Stadt Ålesund mit zuletzt circa 2000 Studenten und 200 wissenschaftlichen Angestellten. Sie wurde 1994 im Zuge der Hochschulreform durch den Zusammenschluss von fünf staatlichen Hochschulen in Ålesund gegründet. Am 1. Januar 2016 wurde die HiÅ gemeinsam mit der Hochschule Sør-Trøndelag und der Hochschule Gjøvik in die Technisch-Naturwissenschaftliche Universität Norwegens (NTNU) integriert und besteht heute als NTNU in Ålesund weiter.
Die HiÅ gliederte sich in fünf Institute:
- Institut für Technologie und Ingenieurwissenschaften (AIR)
- Institut für Internationales Marketing (AIM)
- Institut für Medizin (AHF)
- Institut für Biologie (ABF)
- Institut für Maritime Technologie und Operation (AMO)